# 中科購物廣場
中科購物廣場（英語：Tech Mall）是一間曾位於台灣台中市西屯區的小型購物中心，營業面積約4,740坪，商場業種包括餐飲、服飾、專門店、超市、運動設施、教會等。2005年10月起商場分期分區陸續開幕，週邊逐漸形成中科商圈；2020年6月1日因商場建物被判定為違建而遭臺中市政府都市發展局斷水斷電停業，2023年3月全區拆除完畢。

## 歷史
深耕實業股份有限公司於2004年1月取得16,800坪台灣糖業公司土地承租權，由於此地屬公共設施保留地（公園用地），受法令限制其建蔽率不得超過30%，並得為臨時建築使用，附設之停車空間不得少於建築面積二分之一，故規劃為在台灣相當少見的「平面式低密度商場」。多數商場客源有六成來自水崛頭與海線地區，每月來客數約為30萬人次。全區建築物皆分散於基地內，主要分為獨棟建築與連棟建築兩種形式，分別由大型專門店及中小型店家進駐，並附設廣大的停車空間。進駐品牌皆經過嚴格篩選，經營策略為「大店帶小店」、「休閒帶餐飲」、「餐飲帶非餐飲」。

## 外部連結
- 中科購物廣場（页面存档备份，存于）的官方網站（页面存档备份，存于）
- 中科購物廣場的Facebook專頁
- YouTube上的中科購物商場MV